# Bestiálně šťastní
Bestiálně šťastní je druhé studiové album české skupiny Vypsaná fiXa, vydané v roce 2003 společnostmi Ariola a BMG. Nahráno bylo od 3. ledna do 10. února 2003 ve Studiu C v Ostravě a produkovali jej Petr Fiala a Petr Slezák.
V roce 2023 kapela vydala u příležitosti 20. výročí od vydání alba koncertní záznam Bestiálně šťastní XX.

## Seznam skladeb
Hudbu složili členové kapely Vypsaná fiXa, texty napsal Márdi.
| Pořadí         | Název                         | Délka |
| -------------- | ----------------------------- | ----- |
| 1.             | Štěstí Jimi Dixona            | 2:04  |
| 2.             | Palenie titonia               | 3:33  |
| 3.             | Potápěči                      | 2:42  |
| 4.             | Pohyb – oheň – šluk a dým     | 3:53  |
| 5.             | Odvážný mladý muž             | 3:01  |
| 6.             | Hlava                         | 2:01  |
| 7.             | Žebříky                       | 2:12  |
| 8.             | Drogový večírek               | 2:48  |
| 9.             | Krasojízda                    | 2:48  |
| 10.            | Otužilci                      | 3:15  |
| 11.            | Objev                         | 2:23  |
| 12.            | Čistírna peří                 | 2:38  |
| 13.            | Domácí motokrosař             | 2:19  |
| 14.            | Ledňáčci                      | 3:52  |
| 15.            | Kostel – Biohazard – McDonald | 2:21  |
| Celková délka: | Celková délka:                | 41:50 |

## Obsazení
- Vypsaná fiXa – zpěv, nástroje, mix
- Petr Fiala – kytara, zpěv, zvuky, produkce, mix
- Petr Slezák – produkce, mix
- James – obal